# Cochlearia
- Commons
- Wikispecies

Cochlearia L. é um género botânico pertencente à família Brassicaceae.

## Sinonímia
| - Cochleariopsis Á. Löve et D. Löve - Glaucocochlearia (O.E. Schulz) Pobed. | - Hilliella (O.E. Schulz) Y.H. Zhang et H.W. Li - Pseudosempervivum (Boiss.) Grossh. |

## Espécies
| - Cochlearia acutangula - Cochlearia aestuaria - Cochlearia alatipes - Cochlearia anglica - Cochlearia aragonensis - Cochlearia changhuaensis - Cochlearia cyclocarpa - Cochlearia danica - Cochlearia fenestrata - Cochlearia formosana - Cochlearia fumarioides - Cochlearia furcatapilosa - Cochlearia glastifolia - Cochleoria groenlandica - Cochlearia henryi | - Cochlearia hui - Cochlearia lechuanensis - Cochlearia longistyla - Cochlearia megalosperma - Cochlearia microcarpa - Cochlearia oblongifolia - Cochlearia officinalis - Cochelaria paradoxa - Cochlearia rivolorum - Cochlearia rupicola - Cochlearia sessilifolia - Cochlearia sinuata - Cochlearia tatrae - Cochlearia tridactylites - Cochlearia warburgii |

- Lista completa

## Classificação do gênero
| Sistema | Classificação                         | Referência               |
| ------- | ------------------------------------- | ------------------------ |
| Linné   | Classe Tetradynamia, ordem Siliculosa | Species plantarum (1753) |